# Howard Hawks
Howard Hawks (Goshen, Indiana, 30 de maig de 1896 - Palm Springs, Califòrnia, 26 de desembre de 1977) fou un director, guionista i productor de cinema estatunidenc. En la seva àmplia filmografia, que va incloure cinema negre, westerns i comèdies, entre d'altres, hi ha nombroses pel·lícules premiades amb premis Oscar, entre altres guardons. Tanmateix, només va obtenir una nominació per El sergent York i un Oscar honorífic el 1975.
Director amb una rica i eclèctica producció, cal destacar-lo com el director de Scarface, Quina fera de nena!, El son etern, Els senyors prefereixen les rosses i Rio Bravo. Cineasta de la moral, els seus personatges són sovint caracteritzats per un gran rigor d'esperit i un fort sentit del deure.

## Biografia
Howard Hawks és el primer fill de Frank W. Hawks, industrial d'Indiana i de Helen Howard, provinent d'una rica família d'industrials del paper a Wisconsin a Neenah. Estudia enginyeria a les universitats de Pasadena i Nova York. Aviat comença a treballar com a pilot de curses abans d'anar a l'aviació militar durant la Primera Guerra Mundial. Segurament per això, les seves pel·lícules que posen en escena aviadors i pilots de curses tenen un segell d'autenticitat. Després de la guerra, exerceix diversos petits oficis i després s'instal·la a Hollywood el 1924. El mateix any escriu el seu primer guió, Tiger Love, i l'any següent dirigeix la seva primera pel·lícula: The Road to Glory. Després de vuit pel·lícules mudes, passa fàcilment a les sonores, i tocarà tots els gèneres esdevenint un clàssic en cadascú: western, comèdia, cinema negre, comèdia musical, aventures i acció.
Clàssic entre els clàssics, cineasta d'estil transparent, sempre col·locava la càmera a l'alçada de la mirada dels seus personatges. Va destacar la seva idea de grup i la seva fidelitat a l'amistat. Hawks ha confeccionat una filmografia que es podria tractar d'un manual sobre l'art cinematogràfic respecte als ensenyaments que es deriven a l'hora de col·locar la càmera, dirigir actors de manera natural o planificar una escena.
També és cert que el seu reconeixement no arribaria fins als anys 60 gràcies a una sèrie d'estudis realitzats en la revista Cahiers du cinéma.

## Filmografia com a director
| Decenni             | 1910 | 1920 | 1930 | 1940 | 1950 | 1960 | 1970 | 1980 | 1990 | 2000 | Total |
| ------------------- | ---- | ---- | ---- | ---- | ---- | ---- | ---- | ---- | ---- | ---- | ----- |
| Núm. de pel·lícules |      | 8    | 17   | 10   | 7    | 4    | 1    |      |      |      | 47    |
| Puntuació > 7       |      |      | 5    | 7    | 4    | 3    | 1    |      |      |      | 20    |

| - Rio Lobo (1970) - El Dorado (1966) - Red Line 7000 (1965) - L'esport favorit de l'home (1964) - Hatari! (1962) - Rio Bravo (1959) - Terra de faraons (1955) - Els senyors prefereixen les rosses (1953) - O. Henry's Full House (segment "The Ransom of Red Chief") (1952) - Em sento rejovenir (1952) - Riu de sang (1952) - L'enigma d'un altre món (1951) - I Was a Male War Bride (1949) - Neix una cançó (1948) - Riu Vermell (1948) - El son etern (1946) - Tenir-ne o no (1944) - Fora de la llei (1943) - Air Force (1943) - Bola de foc (1941) - El sergent York (1941) - Lluna nova (1940) - Només els àngels tenen ales (1939) - Quina fera de nena! (1938) | - Come and Get It (1936) - The Road to Glory (1936) - Ceiling Zero (1936) - Barbary Coast (1935) - Twentieth Century (1934) - Viva Villa! (1934) - The Prizefighter and the Lady (1933) - Today We Live (1933) - Tiger Shark (1932) - The Crowd Roars (1932) - Scarface (1932) - The Criminal Code (1931) - The Dawn Patrol (1930) - Trent's Last Case (1929) - The Air Circus (1928) - Fazil (1928) - A Girl in Every Port (1928) - Paid to Love (1927) - Cradle Snatchers (1927) - Fig Leaves (1926) - The Road to Glory (1926) |